# Acanthobrama
Acanthobrama je rod zrakoperki, u porodici šarana. Većinom se nalazi na Bliskom istoku.
Rod je otkrio Heckel 1843. godine.

## Vrste
1. Acanthobrama centisquama Heckel, 1843
2. Acanthobrama hadiyahensis Coad, Alkahem & Behnke, 1983
3. †?Acanthobrama hulensis (Goren, Fishelson & Trewavas, 1973)
4. Acanthobrama lissneri Tortonese, 1952
5. Acanthobrama marmid Heckel, 1843
6. Acanthobrama microlepis (De Filippi, 1863)
7. Acanthobrama orontis Berg, 1949
8. Acanthobrama persidis (Coad, 1981)
9. Acanthobrama telavivensis Goren, Fishelson & Trewavas, 1973
10. Acanthobrama terraesanctae Steinitz, 1952
11. Acanthobrama thisbeae Freyhof & Özulug, 2014
12. Acanthobrama tricolor (Lortet, 1883)
13. Acanthobrama urmianus (Günther, 1899)